# Dominik Reding

Filmregisseur Dominik Reding als Gastredner auf der Contract-World, Messe-Hannover, Januar 2010

Dominik Reding (* 3. Januar 1969 in Dortmund) ist ein deutscher Filmregisseur, Drehbuchautor, Filmproduzent und Schriftsteller.

## Leben
Nach dem Abitur 1987 in Dortmund studierte Dominik Reding zunächst an der RWTH bei u. a. Prof. Volkwin Marg in Aachen Architektur. 1992 wechselte er an die Hochschule für bildende Künste Hamburg und studierte dort bis zu seinem Diplom 1999 Film im Studiengang Visuelle Kommunikation. Sein Diplomfilm Oi! Warning, den er gemeinsam mit seinem Zwillingsbruder Benjamin Reding verwirklichte, kam 2000 in Deutschland, Österreich und der Schweiz in die Kinos. Der Film lief u. a. auf dem von Robert Redford gegründeten Sundance Filmfestival und erhielt diverse Filmpreise, darunter den Talentpreis der Directors Guild of America und das Prädikat wertvoll der Filmbewertungsstelle Wiesbaden. 2001 drehte er als Autor und Regisseur für den SWR den Tatort Fette Krieger mit Ulrike Folkerts als Kommissarin Lena Odenthal. 2006 dreht er als Autor, Regisseur und Produzent wieder zusammen mit seinem Zwillingsbruder Benjamin Reding den Kinofilm Für den unbekannten Hund, der 2007 bundesweit in die Kinos kam. Der Film, der sich mit der Lebenswirklichkeit von Wandergesellen (Wanderjahre) beschäftigt, erhielt u. a. den Hauptpreis Goldener Biber der Biberacher Filmfestspiele und das Prädikat Besonders wertvoll der Filmbewertungsstelle Wiesbaden. Der Rapper und Schauspieler Sascha Reimann spielte in Für den unbekannten Hund seine erste Filmhauptrolle.
Neben seiner Filmtätigkeit arbeitete Dominik Reding als Buchautor (Oi! Warning, ein Film auf eigene Gefahr) und, im Wechsel mit seinem Bruder Benjamin Reding, als Kolumnist für das Architekturmagazin AIT. Für sein bisheriges Werk erhielt er 2003 zusammen mit seinem Bruder Benjamin Reding den Förderpreis Filmkunst der Akademie der Künste in Berlin. Seit 2008 ist Dominik Reding Mitglied der Deutschen Filmakademie.

## Filmografie

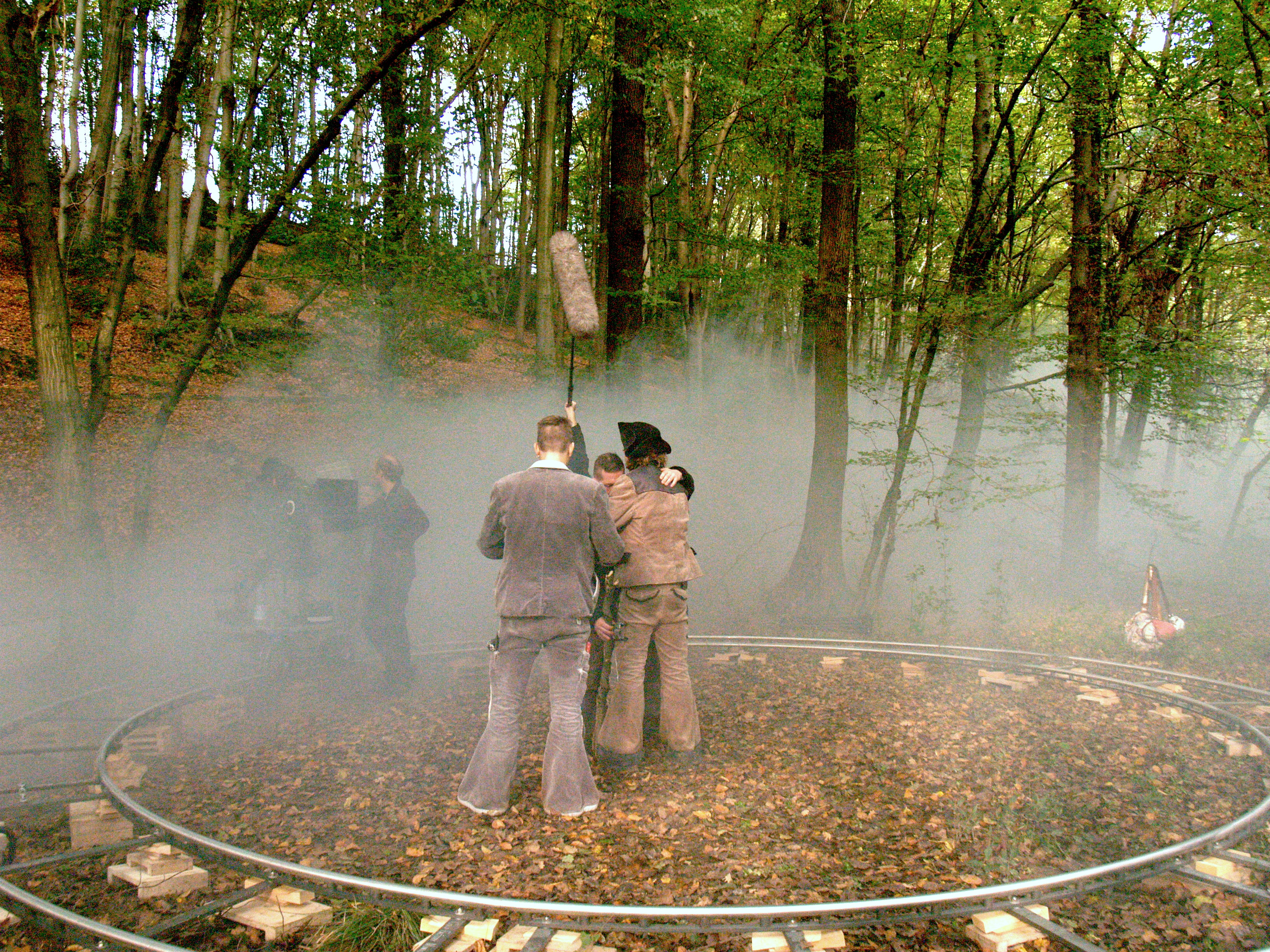
Dreharbeiten zu „Für den unbekannten Hund“ mit Lukas Steltner und Ferris MC, Okt. 2005

- 1994: Adrians Montag (Kurzfilm, auch Drehbuch und Produktion)
- 1995: Dreck (Kurzfilm, auch Drehbuch und Produktion)
- 1996: Taste the sweat (Kurzfilm, auch Drehbuch und Produktion)
- 1999: Der Mann des Zufalls (7 Kurzfilme für Theaterproduktion)
- 2000: Oi! Warning (auch Drehbuch, Storyboard, Set-Design und Produktion)
- 2001: Tatort, Fette Krieger, (Drehbuch und Regie)
- 2001: Stay away from the good guys (Videoclip für die Band Terrorgruppe)
- 2007: Für den unbekannten Hund (auch Drehbuch, Storyboard, Set-Design und Produktion)

## Theater
- 2014: NSU for you/ Ein Abend mit Beate, Bühnenstück für die Kammerspiele des Deutschen Theaters, Berlin[9][10]

## Auszeichnungen
- Outstanding Emerging Talent Award der Directors Guild of America, Los Angeles 1999
- Air Canada Publikumspreis auf dem World Film Festival in Montréal 1999
- Publikumspreis auf dem Internationalen Film Festival Leeds 2000
- NDR-Förderpreis 1999 auf dem Filmkunstfest Schwerin
- Filmpreis 2000 des DGB auf dem Internationalen Filmfest Emden
- Preis des Saarländischen Ministerpräsidenten auf dem Max-Ophüls-Filmfestival 1999 für Oi! Warning
- Produzentenpreis Branchentiger der Filmförderungsanstalt 2001 für Oi! Warning (für die im Jahr 2000 erreichte Zuschauerzahl von mindestens 100.000)[11]
- Spezialpreis der Jury beim 17. Festival International du Premier Film d’Annonay 2000
- Prädikat: „wertvoll“ (für: Oi! Warning) und „besonders wertvoll“ (für: Für den unbekannten Hund) der Filmbewertungsstelle Wiesbaden
- Förderpreis Filmkunst der Akademie der Künste, Berlin, 2003
- Publikumspreis, Festival des deutschen Films 2007 für: Für den unbekannten Hund
- Otto Sprenger Preis auf dem Internationales Filmfest Oldenburg, 2007
- Hauptpreis Goldener Biber, Biberacher Filmfestspiele 2007 für: Für den unbekannten Hund
- Stipendium der DEFA-Stiftung für das Dokumentarfilm-Projekt Wohnt das Glück auch im Beton?, 2010

## Ausstellungen

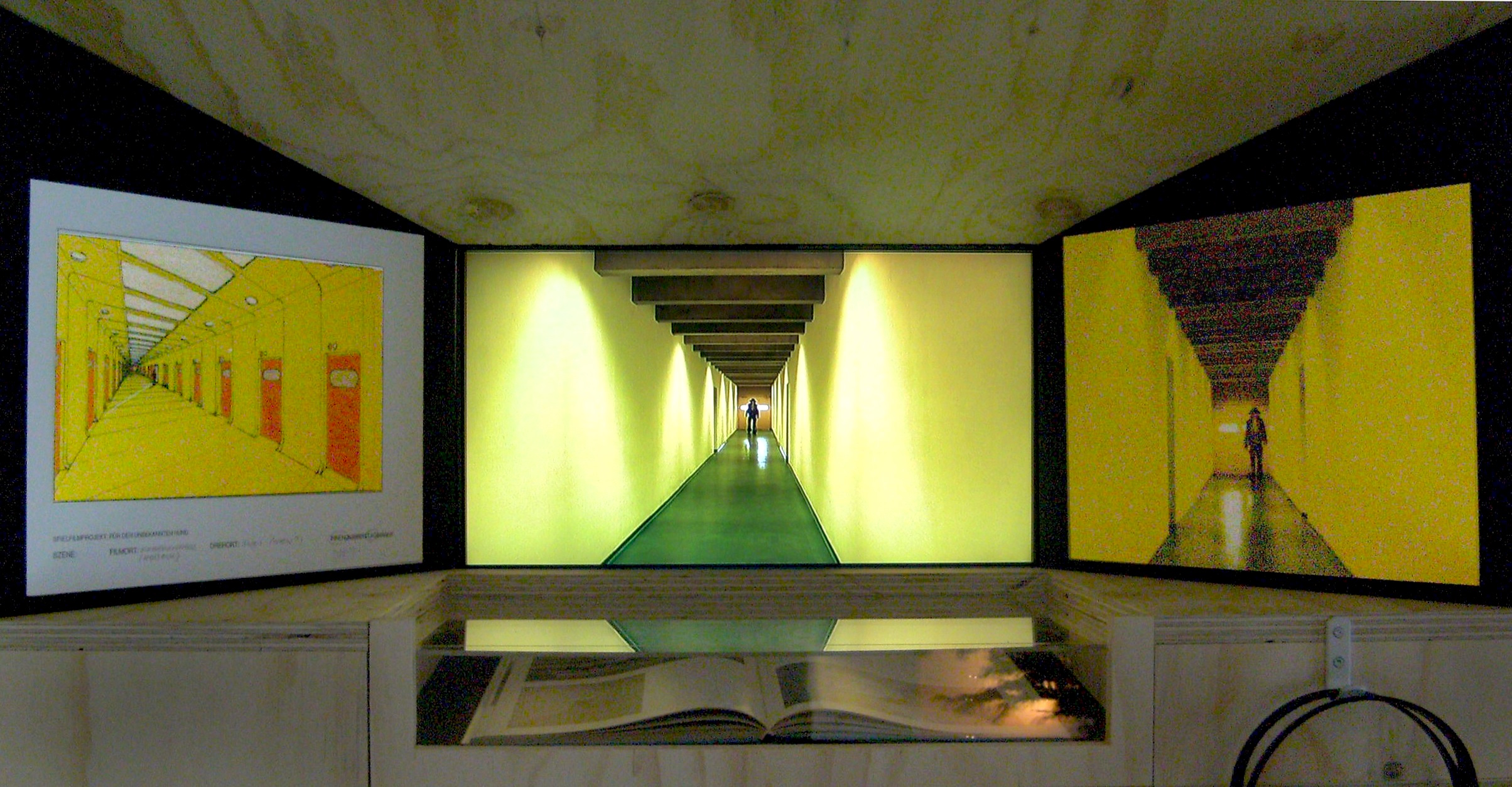
Set-Design von Dominik Reding in der Ausstellung des AIT-Architektursalons Hamburg zu Für den unbekannten Hund, Jan. 2011

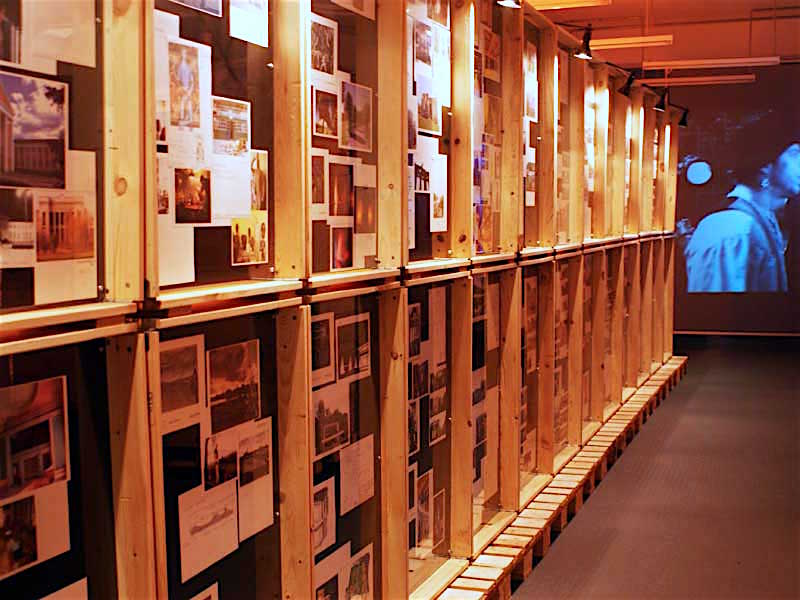
Blick in die Ausstellung zu Für den unbekannten Hund im AIT-Architektursalon Hamburg, Dez. 2011

- 2002 zur Entwicklungsgeschichte und dem Set-Design von Oi! Warning im Kino Babylon, Berlin-Mitte[12]
- 2010/2011 zur Filmarchitektur in Für den unbekannten Hund in den AIT-ArchitekturSalons in Hamburg, München und Köln[13]
- von August bis September 2019 Fotokunst-Ausstellung KLUFT & HAUT mit einem Bilder-Zyklus von insg. 43 Porträtfotografien von Benjamin Reding (im Format 97 cm × 149 cm) und Begleittexten von Dominik Reding zu Gesellinnen und Gesellen auf ihrer traditionellen Wanderschaft in ihrer typischen Arbeits-Kluft und als Akt im Pingusson-Bau (ehem. Französische Botschaft in Saarbrücken), in Kooperation mit dem Kultusministerium des Saarlands.[14]
- von September bis Oktober 2019 Fotokunst-Ausstellung Kluft und Haut mit einem Bilder-Zyklus von insg. 41 Porträtfotografien von Benjamin Reding und Begleittexten von Dominik Reding über Gesellinnen und Gesellen auf ihrer traditionellen Wanderschaft im Museum Lüneburg.[15]
- von Juli bis November 2020 Präsentation von acht Porträts aus dem Foto-Zyklus Kluft und Haut in der Ausstellung Halle 1, ein Experiment des Germanischen Nationalmuseums Nürnberg.[16]
- von August bis November 2021 Präsentation von vier Porträts aus dem Foto-Zyklus Kluft und Haut in der Ausstellung Splitter Faser Akt der Berliner Galerie Christine Knauber.[17]

## Sonstiges
- Am Silvester-Abend 1996/97 hatte Dominik Reding zusammen mit seinem Bruder Benjamin nach eigener Aussage eine Begegnung mit dem später als NSU-Trio bekannt gewordenen Uwe Böhnhardt, Uwe Mundlos und Beate Zschäpe im Erfurter Hauptbahnhof, bei der auf die Reding-Brüder mehrfach geschossen wurde.[18] Diese Schießerei wurde laut MDR und den Ermittlungsergebnissen der Staatsanwaltschaft Erfurt und der Thüringer Generalstaatsanwaltschaft Jena von mehreren Zeugen übereinstimmend bestätigt.[19]
- Dominik Reding wurde 1969 als Sohn des Betonbauers und späteren Autors Josef Reding in Dortmund geboren.[20]